# Zamor

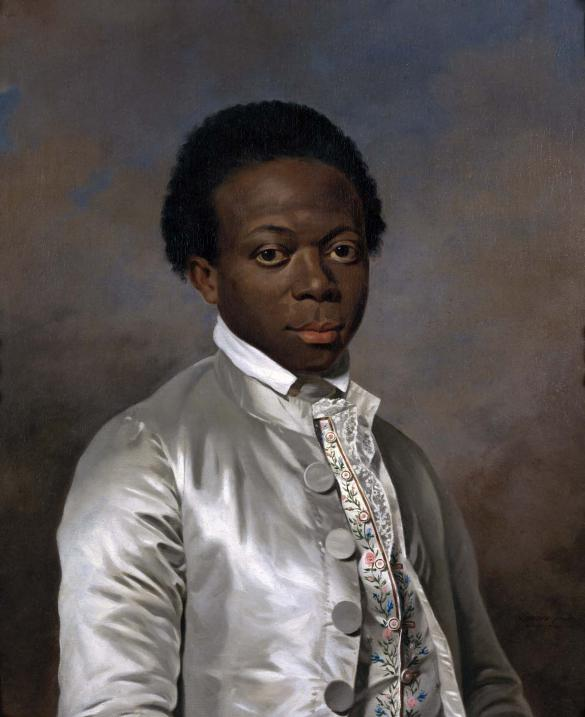
Mögliches Porträt von Louis-Benoit Zamor (1785) von Marie Victoire Lemoine

Zamor (getauft Louis-Benoit; * 1762 in Chittagong; † 7. Februar 1820 in Paris) war ein französischer Revolutionär, möglicherweise mit Siddi-Herkunft, aus Bengalen, der als Kind von Sklavenhändlern aus seiner Heimatstadt Chittagong entführt wurde. Später war er Sklave von Marie-Jeanne Bécu, der Madame du Barry, und musste sie als Page bedienen, bis er sie dem Wohlfahrtsausschuss auslieferte. Er nahm an der Französischen Revolution teil und wurde 1793 inhaftiert, später arbeitete er als Lehrer.

## Frühes Leben

Jean-Baptiste-Andre Gautier, Madame du Barry et Zamor lui apportant une tasse de café. Mezzotint, Museum von Versailles

Zamor wurde um 1762 in der Stadt Chittagong in Bengalen (heute Bangladesch) geboren, sein Name ist unbekannt.
Nach Théodore Gosselin wurde er von britischen Sklavenhändlern gefangen genommen, die ihn über Madagaskar nach Frankreich verschleppten. Zu dieser Zeit hatte Frankreich noch zahlreiche Besitzungen in Indien und betrieb auch selber Sklavenhandel. Es war aber seit 1738 verboten, Sklaven nach Frankreich zu bringen. Eine Ausnahme wurde nur für Plantagenbesitzer gemacht, die ihre Sklaven nach Frankreich bringen durften, damit sie hier ein Handwerk lernten, oder aus religiösen Gründen. Ihr Aufenthalt war auf drei Jahre beschränkt, und sie durften nicht als Haushaltsangestellte beschäftigt werden. Sie mussten ferner bei der Ankunft registriert werden. Die Aristokratie ignorierte diese Vorschriften jedoch weitgehend.
In ihren Memoiren gibt du Barry an, Emmanuel-Armand de Vignerot du Plessis de Richelieu, duc d’Aiguillon habe ihr den kleinen Jungen in „einheimischer Tracht“, mit Federn auf dem Kopf und einem Grasröckchen sowie Halsketten, Ohrringen und Armbändern aus Gold, Rubinen und Perlen geschenkt. Während ihres Prozesses scheint sie jedoch behauptet zu haben, ein englischer Kapitän habe den Jungen nach Paris gebracht und sie habe ihn 1769 von einem hochdekorierten Marinekommissar erhalten und ihm Lesen, Schreiben und Rechnen beigebracht, also vermutlich vor ihrer Karriere am Hof. Sie nannte ihn Zamor, nach Zamore, einem peruanischen Ureinwohner und Hauptperson in Voltaires Tragödie Alzire. Bis zu ihrem Tod nahm die Gräfin an, dass Zamor Afrikaner sei, ihre Vermutung könnte insoweit richtig sein, als er möglicherweise ein Siddi war. Inwieweit die Angaben über die Herkunft des Knaben durch Voltaires Drama Alzire und Olympe de Gouges’ indischen Sklaven Zamor in dem Drama „Zamore et Mirza“ von 1783 beeinflusst wurden, ist ungeklärt. John Goldworth Alger (1836–1907) bezeichnete ihn jedenfalls als Hindu.
Er wurde 1770 auf den Namen Louis-Benoit getauft, sein Taufpate war Louis François II. de Bourbon, prince de Conti.
Du Barry zwang das Kind, im exotischen Aufputz als ihr Kammerdiener zu arbeiten und löste damit eine Mode aus. Louis-Sébastien Mercier bemerkt ironisch, der Affe sei als Liebling der Damen durch schwarze Jungen abgelöst worden, deren Hautfarbe ihren weißen Hals vorteilhaft zur Geltung bringe und „...dessen dicke Lippen besser liebkosten als ein Spaniel oder ein Angora“.
Als Cupido verkleidet, musste Zamor ihren Sonnenschirm tragen, wenn sie sich mit dem König traf. Dubarry ließ ihn „wie ein Püppchen“ kostbar einkleiden, wie Rechnungen des Schneiders Carlier aus dem Jahr 1770 belegen, als er sechs Anzüge für Zamor herstellte, von denen einer allein, einschließlich Mütze und Säbel, 242 Livres kostete. Sie ließ sich mehrfach mit ihm malen. Ein Bild von Jean Baptiste André Gautier d'Agoty (1738–1786) zeigt ihn mit Turban.
Bécu hatte eine Vorliebe für den Jungen. Zamor entwickelte einen Sinn für Literatur und las die Werke Rousseaus. Anders als der Hottentotte in Rousseaus Discours sur l’origine d’inégalité von 1755 konnte er jedoch nicht in den vermeintlichen Naturzustand zurückkehren.
Subjektive Aufzeichnungen aus dieser Zeit und keineswegs vorurteilsfrei, deuten das Kind Zamor als schelmisch. So notierte Bécu in ihren Memoiren:

„Das zweite Objekt meiner Betrachtung war Zamor, ein kleiner afrikanischer Junge, voller Intelligenz und Unfug; einfach und unabhängig in seiner Natur, aber wild wie sein Land. Zamor hielt sich für gleichwertig mit allen, die er traf, und ließ sich kaum dazu herab, den König selbst als seinen Vorgesetzten anzuerkennen.“

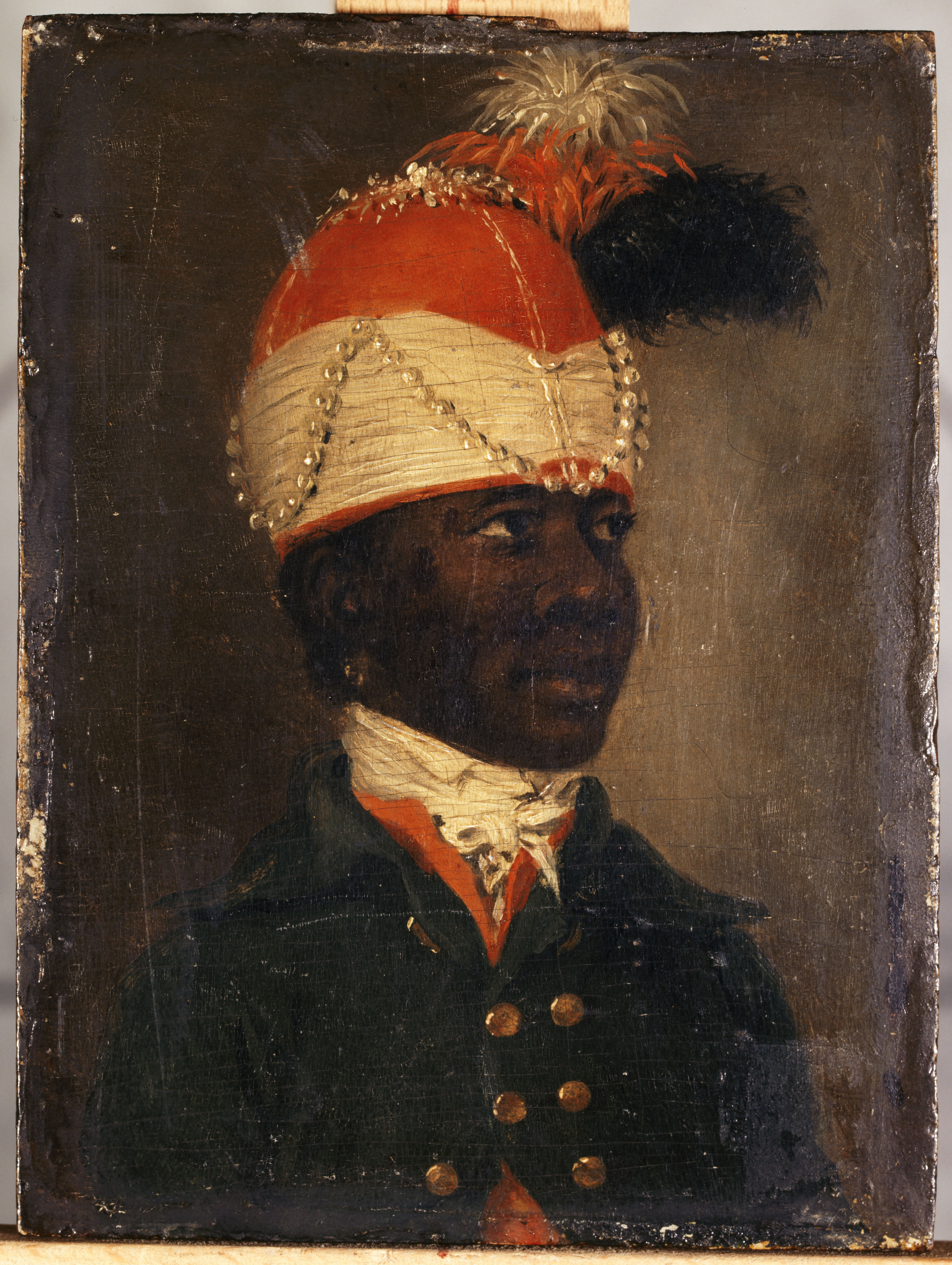
Unbekannter Maler, vermutliches Porträt von Zamor, Musée Carnavalet

Nachdem du Barry nach dem Tode von Ludwig XV. in Ungnade gefallen war, musste Zamor ihr in die Verbannung nach Meaux und dann nach Louveciennes folgen.

## Rolle in der Französischen Revolution
In der Französischen Revolution schloss sich Zamor den Jakobinern an. Er freundete sich mit dem Engländer George Grieve (1748–1809) an. Nun konnte er seinem Abscheu gegen die Gräfin du Barry Ausdruck geben und kritisierte auch ihren verschwenderischen Lebensstil. Er protestierte gegen ihre wiederholten Besuche in England mit der Absicht, ihren gestohlenen Schmuck zurückzuholen und warnte sie davor, Aristokraten zu schützen. Als Informant des Wohlfahrtsausschusses ließ Zamor die Gräfin 1792 verhaften, nachdem sie von einem ihrer Besuche in England zurückgekehrt war. Die Gräfin sicherte sich jedoch ihre Freilassung aus dem Gefängnis und fand heraus, dass er ihre Verhaftung ermöglicht hatte. Sie entließ Zamor nun endlich in die Freiheit (die Sklaverei wurde erst 1794 verboten). Zamor wurde zu einem offenen und lautstarken Unterstützer der Revolution. Er erhob weitere Anklagen gegen die Gräfin, die schließlich zu ihrer Verhaftung, Gerichtsverhandlung und Enthauptung am 8. Dezember 1793 durch die Guillotine führten. Bei der Verhandlung gab Zamor Chittagong als Geburtsort an.

## Späteres Leben und Tod
Am 29. Dezember 1793 wurde Zamor im Département Seine-et-Oise verhaftet und inhaftiert. Er wurde vor Gericht gestellt, konnte aber seine Freilassung durchsetzen. Er floh aus Frankreich und tauchte erst 1815 nach dem Fall Napoleons wieder auf. Nach einer unglücklichen Liebesaffaire kaufte Zamor ein Haus in der Rue Perdue (heute Rue Maître-Albert) in der Nähe des Pariser Quartiers Latin und arbeitete einige Jahre als Lehrer.
Zamor erfror am 7. Februar 1820 in seiner Wohnung, er hinterließ Gegenstände im Wert von 25 Francs. Er wurde ohne jede religiöse Zeremonie auf dem Friedhof von Vaugirard begraben.

## Rezeption

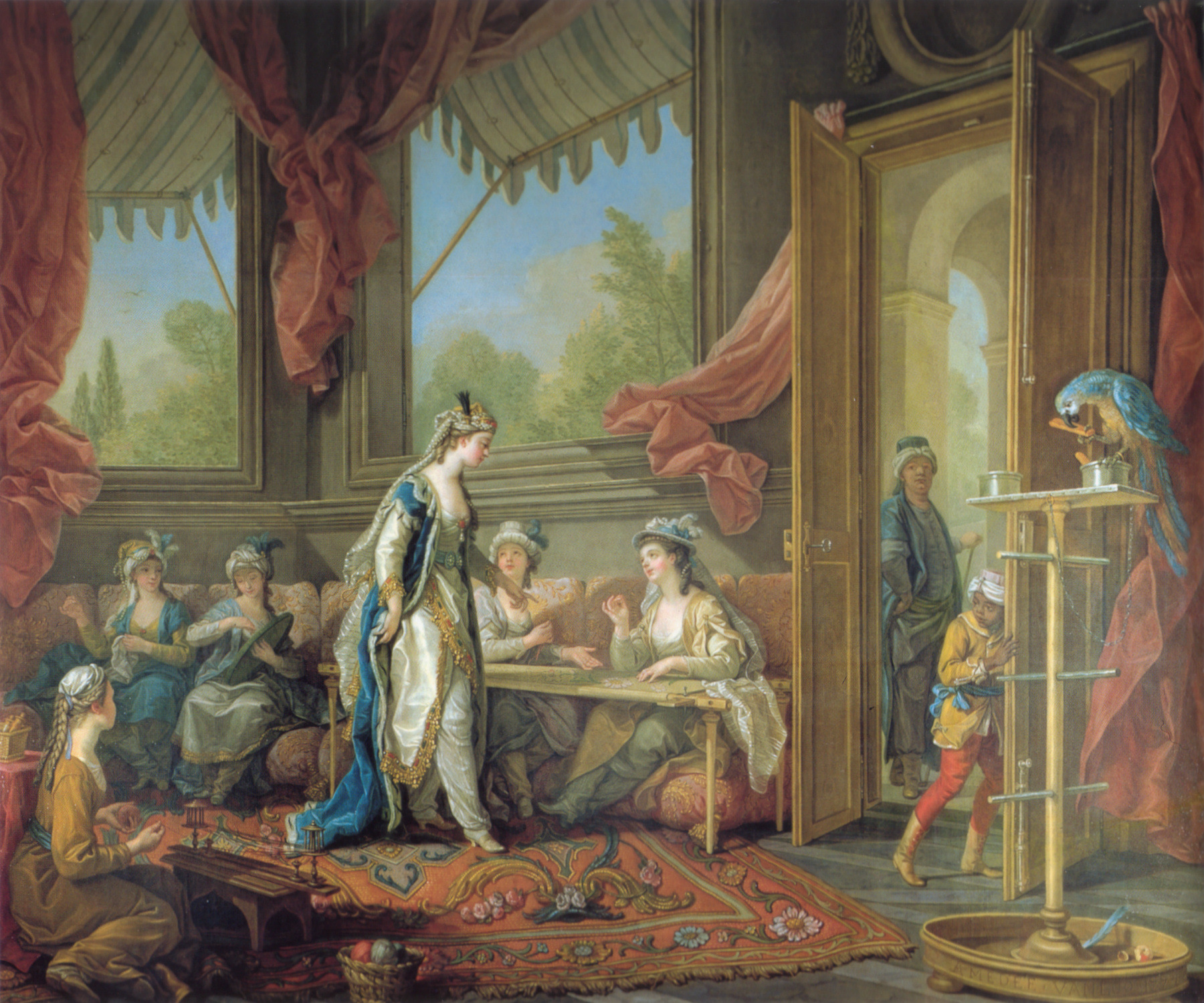
Die Sultanin weist den Odalisken ihre Aufgaben zu, Gemälde von Charles-Amédée-Philippe van Loo. Der schwarze Knabe rechts an der Tür geht vermutlich auf Zamor zurück

### Name
Bereits während des Ancien Régimes scheint der Name Zamor zu einer allgemeinen Bezeichnung schwarzer Männer geworden zu sein (Voltaires Zamore ist ein südamerikanischer Ureinwohner, kommt als Vorbild also weniger in Betracht). In einem Drama von Olympe de Gouges von 1784, „Zamore et Mirza, ou l'Heureux Naufrage, drame indien en trois actes et en prose“, 1788 gedruckt, ist Zamor der Name der männlichen Hauptperson, einem indischen Sklaven. Auch in pornographischen Schriften, zum Beispiel von Nerciat (Les Aphrodites 1793; Le Diable au corps 1789) als auch de Sade (La Nouvelle Justine, 1799) wird der Name für schwarze Afrikaner verwendet.
Darstellungen von Du Barry und Zamor lieferten Charles-Amédée-Philippe van Loo die Vorlage für Bilder und Gobelins mit türkischen Haremsszenen.
In Deutschland veröffentlichte F. G. Freiherr von Nesselrode zu Hugenboett das Schauspiel Zamor und Zoraide, das auf Jamaika spielt und einen versklavten afrikanischen Prinzen zum Helden hat. Bei Carl Friedrich Bahrdt ist Zamor dagegen ein „Mann vom Monde“.

### Filme
Zamor wird bereits in Ernst Lubitschs Stummfilm „Madame du Barry“ von 1919 dargestellt, gespielt durch den weißen Schauspieler Victor Janson mit geschwärztem Gesicht.
In Marie Antoinette, einem Film aus dem Jahr 2006, wurde Madame du Barry (dargestellt von Asia Argento) in Begleitung eines unbenannten dunkelhäutigen Dienerjungen gezeigt, der höchstwahrscheinlich Zamor darstellen soll.
In Jeanne du Barry – Die Favoritin des Königs (2023) tritt Zamor als Diener und ständiger Begleiter von Madame du Barry in Erscheinung. Er ist ein Geschenk Ludwig XV. an seine Favoritin.

### Romane
- Alexandre Dumas, Joseph Balsamo. Paris 1846–1848.
- Gérard Saint-Loup, Zamor le nègre de la du Barry. Paris, L’Harmattan 1998.
- Ève Ruggieri, Le rêve de Zamor. Paris, Plon, 2003.
- Ludovic Miserole, Zamor le nègre républicain. Paris, French Pulp, 2016.

### Comic
1978 erschien ein zweiseitiger Comic La Rue perdue (Die verlorene Straße) mit „Gil Jourdan“, einem von Maurice Tillieux geschaffenen Detektiv. Er spielt 1953 und lässt Jourdan herausfinden, warum eine gefälschte Guillotine-Klinge vor der Tür eines schwarzafrikanischen Freundes hängt. Die verantwortliche Person entpuppt sich als ein Mann, der von Madame du Barry besessen ist und seine Wut über ihren Tod an Jourdans Freund auslässt, der wie Zamor aussieht. Die Aktion spielt in der Rue Maître Albert, wo Zamor vor seinem Tod lebte.